# 大場みなみ
大場 みなみ（おおば みなみ）は、日本の女優、ファッションモデル。東京都出身。早稲田大学文化構想学部卒業。アプレ所属。

## 人物
2011年、早稲田大学文化構想学部卒業。進路を模索しているとき、大学の教授であった演出家・宮沢章夫に誘われ、同氏主宰のワークショップに参加し演劇にのめりこむ。国際舞台芸術祭・フェスティバルトーキョーで舞台デビュー。同時期に、コントユニット「グーチョキパーズ」を組み舞台を中心に活動、3年後に解散。舞台、TVCM、モデルなどの仕事を中心に活動の幅を広げている。趣味は歩くことと、ワイン。ソムリエの資格にもチャレンジしている。得意なスポーツはドッジボール。

## 出演

### 舞台
- 遊園地再生事業団「トータル・リビング1986-2011」演出：宮沢章夫
- 「あたまのうしろ」演出：三野新
- F/T13イェリネク連続上演「光のない。(プロローグ？)」演出：宮沢章夫
- ロロvol.10「朝日を抱きしめてトゥナイト」演出：三浦直之
- いつ高シリーズvol.1「いつだって窓際であたしたち」演出：三浦直之
- Produce lab89「官能教育」「この町にはあまり行くところがない」演出：三浦直之
- 「人間と魚が浜」演出：三野新
- 遊園地再生事業団＋こまばアゴラ劇場「子どもたちは未来のように笑う」演出：宮沢章夫
- いつ高シリーズvol.3「すれ違う、渡り廊下の距離って」演出：三浦直之
- いつ高シリーズvol.6「グッド・モーニング」演出：三浦直之
- 早稲田小劇場×遊園地再生事業団「14歳の国」
- ほろびて「ぼうだあ」演出：細川洋平（2020年、下北沢OFF・OFFシアター）
- ケムリ研究室no.1「ベイジルタウンの女神」演出：ケラリーノ・サンドロヴィッチ (2020年9月-)
- ロロ新作公演「ロマンティックコメディ」演出：三浦直之 (2022年4月15日-24日、東京芸術劇場 シアターイースト)
- ロロ「ここは居心地がいいけど、もう行く」演出：三浦直之 (2022年7月22日-31日、吉祥寺シアター)
- 贅沢貧乏「わかろうとはおもっているけど」演出：山田由梨 (2022年11月4日-9日、パリ日本文化会館)
- セツアンの善人（英語版） 演出：白井晃（2024年10月16日-11月10日、世田谷パブリックシアター 他）[1][2]
- シアタートラム・ネクストジェネレーション vol.16 演劇 くによし組「ケレン・ヘラー」演出：國吉咲貴 (2024年12月19日-22日、シアタートラム)[3][4]
- 大場みなみの戯曲のお彼岸（2025年3月20日、アプレ神楽坂スタジオ）[5]
- 贅沢貧乏「わかろうとはおもっているけど」（2025年11月7日 - 12月14日〈予定〉、東京芸術劇場 シアターイースト 他）[6]

### 映画
- 「小さな声で囁いて」(2019年3月16日、山本英監監督) - 主演
- 「日曜日、凪」(2021年、キム・ユンス監督)
- 「すべての夜を思いだす」(2022年、清原惟監督)
- 「あるいは、ユートピア」（2024年、金允洙監督）[7]
- 「くまをまつ」（2025年、滝野弘仁監督）[8]

### ドラマ
- 絶景探偵。 第15話（2017年6月10日、福島中央テレビ）- 早乙女夕香 役
- 僕の姉ちゃん（2021年9月24日、Amazon Prime Video/2022年7月28日 - 9月29日、テレビ東京）- 海老江珠希 役

### ラジオ
- 「旦那デスチャット」第4話(2022年)-デーモン岩本役

### CM
- 象印ステンレスマグ「机の下にカフェ」篇 、「ロッカーの奥にカフェ」篇
- オロナミンC「前向き！応援団」篇
- マクドナルド「ほんのハッピーセット「おかえり」」篇
- リクルート「hot pepper beauty」
- 小田急ロマンスカー「勤続10年の秋」篇
- 花王 エマール「シワ」篇
- docomo「事前予約枠拡大」篇
- サンスター GUMウェルプラス「かくれ歯周病菌にはブロック殺菌」篇
- 進研ゼミ 小学講座「実力診断」篇・「トメハネ書き順」篇・「受講費内で」篇
- 大鵬薬品エフィル「出かける家族」編
- 日本イーライリリー「片頭痛さんの１か月」

### WEB CM
- あおもり米新品種「青天の霹靂」「青森は米です」編(ナレーション)
- Sindiy「日本製パスワード管理アプリ 刑事」篇
- 大塚製薬 ポカリスエット「ポカリ、あげなきゃ。-夫婦-」篇

### ショー
- COSMIC WONDER 17SSファッションショー

### 広告
- 西武･そごう クリスマス広告「愛と、未来と、クリスマス。」
- エールベベ　ベビーカー「FLACOT」広告

### WEB
- ナチュラン
- ほぼ日
- きものやまと
- COSMIC WONDER やま野衣とうみ羽衣

### その他
- COSMIC WONDER　やま野衣とうみ羽衣
- 写真家 鈴木理策氏「Mirror Portrait」ポートレート作品モデル